# Officine Padane
Vous pouvez aider à l'améliorer ou bien discuter des problèmes sur sa page de discussion.
- Il ne cite pas suffisamment ses sources. Vous pouvez indiquer les passages à sourcer avec {{référence nécessaire}} ou {{Référence souhaitée}}, et inclure les références utiles en les liant aux notes de bas de page. (Marqué depuis juin 2025)
- Certaines informations devraient être mieux reliées aux sources mentionnées dans la bibliographie ou les liens externes. Améliorez sa vérifiabilité en les associant par des références. (Marqué depuis juin 2025)
- Son texte doit être wikifié : il ne correspond pas à la mise en forme Wikipédia (style, typographie, liens internes, liens entre les wikis, etc.). (Marqué depuis juin 2025)

- Archive Wikiwix
- Bing
- Cairn
- DuckDuckGo
- E. Universalis
- Gallica
- Google
- G. Books
- G. News
- G. Scholar
- Persée
- Qwant
- (zh) Baidu
- (ru) Yandex
- (wd) trouver des œuvres sur Wikidata

La société Officine Padane SpA est une entreprise italienne de carrosserie industrielle faisant maintenant partie du groupe Industria Italiana Autobus créé en 2015.

## L'histoire de Officine Padane
En 1859, Angelo Orlandi, menuisier chaudronnier de son état, crée son propre atelier à Crespellano, en Émilie-Romagne, pour fabriquer des chariots de transport de marchandises et des charrettes de transport de passagers. Très vite, le succès de ses fabrications aidant, il doit agrandir son atelier et s'établit alors dans la bourgade voisine de Bazzano, dans des locaux mieux adaptés à ses activités.

En 1881, Angelo Orlandi déplace à nouveau son centre de fabrication dans la ville de Modène, via Emilia Ovest, où son succès grandissant, grâce à la qualité et au haut niveau de finition de ses carrosses, lui valent de grandes reconnaissances. Il contribue très largement à l'équipement des nouvelles lignes de transports publics avec ses carrosseries de tram et les carrosses. Il reçoit les premières commandes de diligences.

Ses trois fils, Augusto, Enrico et Giovanni, qui après leurs études se sont intéressés aux progrès de la construction automobile, entrent dans l'entreprise en 1899 et décident de construire le premier véritable autocar italien. Ce véhicule révolutionnaire était conçu sur un châssis Bonacini, avec un moteur Bolide de 20 CV.

L'autocar est produit en de nombreux exemplaires et remporte la "Médaille d'Or à l'Exposition Internationale de l'Automobile de Milan" de 1901. En septembre de la même année, ce véhicule est utilisé pour la première fois pour le transport de troupes militaires italiennes sur un véhicule motorisé, durant les grandes manœuvres effectuées par la Brigata Piacenza. L'autocar passe le col de la Cisa sur un trajet de 110 kilomètres, avec à bord 9 soldats et leur bardage, sur le trajet de montagne Collecchio-Passo della Cisa.

En 1907, Angelo Orlandi décède et l'entreprise est reprise par les trois fils qui déplacent à nouveau le centre de production près du parc Ferrari, toujours à Modène. Après le décès des deux frères ainés Enrico puis Augusto en 1921, les héritiers doivent diviser l'entreprise en deux la "Carrozzeria Angelo Orlandi" pour devenir la "Carrozzeria Giovanni Orlandi" et la Carrozzeria Emiliana Renzo Orlandi. Cette dernière société restant de la propriété du fils d'Enrico, Renzo. Pendant quelques années, les deux sociétés sont directement concurrentes.

La "Carrozzeria Giovanni Orlandi" est rachetée en 1943 par la société "Fonderia Vismara" qui en 1959 change la raison sociale en "Officine Padane", tout en poursuivant le même type de fabrications mais pour la distinguer de sa demi-sœur concurrente.

### La Fonderia Vismara
En 1888, Giuseppe Vismara nait à Seregno. Après ses études, il crée à Monza une entreprise de vente de papier. Après la Première Guerre mondiale il rachète deux usines de fabrication de papier. Pendant la Seconde Guerre mondiale, disposant de liquidités importantes gagnées avec ses activités industrielles, il rachète plusieurs petites sociétés en difficulté et stocke des matières premières pour alimenter ses usines après le conflit. En 1941, il crée à Milan la "Società Anonima Manifattura Carta".

En 1943, après le rachat de la société "Giovanni Orlandi" et de ses biens mobiliers, la direction de Vismara décide de poursuivre l’activité de carrosserie industrielle et de la développer. Dès la fin des années 1940, commence la production d'autobus en petite série, chose impensable auparavant puisque chaque transporteur voulait son modèles spécifique.

### Officine Padane S.p.A.
En 1959, la société adopte une nouvelle raison sociale pour bien la distinguer de sa demi-sœur la Carrozzeria Orlandi et devient Officine Padane S.p.A.. Au sein du groupe Vismara, l'activité de production de machines pour l'industrie du papier se poursuit mais la production d'autobus connait une très forte croissance. La société Padane se démarque de la concurrence avec un design original qui tranche des anciennes carrosseries toutes en rondeur et qui plait avec un niveau de finition digne d'une automobile de luxe. L'époque est favorable aux solutions les plus hardies et les modèles évoluent chaque année.

En 1963, la "Carrozzeria Officine Padane" signe un accord de fabrication avec Maserati pour produire le modèle Mistral, accord qui sera suivi quelques années plus tard par celui signé avec le constructeur américain Stutz, aux carrosseries gigantesques et originales. Dean Martin, Frank Sinatra et Richard Burton seront les premiers à réserver leur nouvelle voiture dès qu'ils apprirent que Padane réaliserait la carrosserie de la nouvelle Stutz. Padane réalisera également un modèle limousine blindé de cette automobile pour le président Nixon. Durant cette période très faste pour Maserati, Padane réalisera les modèles Bora dessinée par Giugiaro et la Merak. Au début des années 1970, la production de la Carrozzeria Officine Padane était composée de 500 voitures et 300 autobus par an.

En 1968 la gamme de production de « Officine Padane » connait un nouvel essor avec une série de carrosseries très caractéristiques, la “linea 68”, qui connaîtra un succès bien au-delà des frontières de la péninsule avec un nombre de modèles fabriqué qui a fait pâlir les plus réputés constructeurs. Officine Padane avait inventé le style des vitres latérales de grande hauteur avec les montants inclinés. Tous les modèles reprenaient les phares avant carrés et doubles de la Fiat 125, quel que soit le châssis utilisé. Avec la première étape de l'abolition progressive des droits de douane en Europe, la Carrozzeria Officine Padane travaille beaucoup pour l'exportation et sur des châssis plus uniquement italiens mais de divers constructeurs qui incluent dans leur catalogue la version carrossée par Padane, comme Fiat, Lancia, Saurer, Magirus Deutz, Siccar, tous à moteur central à plat ou vertical arrière.
En 1972, Officine Padane lance une nouveauté qui marquera à tout jamais le style des autobus européens avec le "Tipo Esse", ses lignes tendues et carrées qui s'est imposée partout dans la construction automobile de l'époque. Cette carrosserie fera la renommée des Fiat 343 et Mercedes O302.

Ce sera au salon de Turin de novembre 1975 que Officine Padane marquera à nouveau son empreinte sur la création des carrosseries d'autobus avec la série "Z" qui lui vaudra une véritable consécration de constructeur d'avant-garde et au style harmonieux. Sur le stand Padane trônent deux autobus Z3, l'un sur le nouveau châssis Mercedes 0303, l'autre sur la base du Fiat 370, avec les vitres latérales surteintées collées au nu extérieur, dans des teintes vert et rouge métallisé du meilleur effet.
La production connaît un nouvel essor avec cette série mais le constructeur ne néglige pas les autres modèles, autobus urbains sur des bases Fiat 418 et Fiat 314, les modèles traditionnels sur des bases Fiat 329 pour l'Italie et Mercedes LPO613 pour l'Allemagne, en versions tourisme, ligne et transport scolaire.
En 1978, des versions spéciales pour le marché français sont construites sur des châssis Saviem et Berliet. À partir de 1980, Padane lance la série Z4 destinée surtout aux marchés d'Europe du Nord sur des bases mécaniques Scania pour la Suède et la Finlande, Leyland, MAN ou Volvo pour le Royaume-Uni et Mercedes pour l'Allemagne. Mais tous ces constructeurs, déçus de ne pas avoir su répondre aux attentes de leurs clients, s'inspirent de cette série Z4 pour concevoir leurs nouveautés dans le dos de Padane.

En 1987, l'activité ayant chuté bien que les nouveaux modèles de la série "X" toujours à la pointe sont disponibles, la division carrosserie doit être vendue. C'est la société Socimi qui construit des trolleybus avec Iveco qui la rachète. En 2000, malgré une légère reprise de l'activité avec la coupe du monde de football "Italia 1990", la société est mise en liquidation.

Le nom Padane, une illustre figure dans le cercle fermé des constructeurs d'autobus et symbole des autobus de tourisme de luxe, est racheté par Stefano Del Rosso qui a repris le constructeur BredaMenarinibus pour créer Industria Italiana Autobus S.p.A. en 2015.

## Production

### Automobiles
- Maserati Mistral
- Maserati Bora
- Maserati Merak
- Stutz Blackhawk berline et coupé
- Stutz Limousine

### Autobus
- Fiat 640
- Fiat 680RN
- Fiat 682
- Fiat 642
- OM Tigrotto
- OM Orione
- Fiat 306 - 306/2 - 306/3
- Fiat 314/1 - 314/2
- Lancia Esatau
- Lancia Esagamma
- Fiat 309
- Fiat 308
- Fiat 625
- Saurer
- Siccar/Fiat 320
- Fiat 343
- Mercedes-Benz O 302
- Z3
- Z4
- Fiat 370
- Fiat 315
- Leyland Tiger
- Volvo BM10M
- Scania K112
- Naw 0301